# The Beatles’ Long Tall Sally
The Beatles’ Long Tall Sally — третий и последний альбом-сборник The Beatles, выпущенный специально для канадского рынка. Альбом был выпущен лейблом Capitol Records 11 мая 1964 года в моно-звучании (номер по каталогу T 6063). Записаны песни в период с 11 февраля 1963 г. по 1 марта 1964 г.
После выпуска этого альбома, все последующие альбомы Битлз в Канаде совпадали с изданиями в США — начиная с альбома A Hard Day’s Night, выпущенного 26 июня 1964 года лейблом United Artists. Это было сделано по указанию президента Capitol Records Алана Ливингстона (англ. Alan W. Livingston) (именно он настоял на приобретении прав на выпуск записей The Beatles в Америке и выпуск альбомов, несмотря на первоначальный провал их синглов в продаже и чартах; он же способствовал их первому приезду в США в рамках рекламной кампании). Вышедшие ранее альбомы Битлз также были изданы в Канаде.
Альбом позаимствовал своё название и два трека у EP-альбома Long Tall Sally, изданного 19 июня в Великобритании. Четыре трека с этого альбома (каверы «You Really Got a Hold on Me», «Devil in Her Heart», «Roll Over Beethoven», «Please Mister Postman») уже были ранее изданы на первом их канадском альбоме Beatlemania! With The Beatles.
Дизайн обложки альбома схож с изданным в США The Beatles’ Second Album.

## Список композиций
Все песни написаны Джоном Ленноном и Полом Маккартни, за исключением особо отмеченных.
| №  | Название                         | Автор(ы)           | Длительность |
| -- | -------------------------------- | ------------------ | ------------ |
| 1. | «I Want to Hold Your Hand»       |                    | 2:24         |
| 2. | «I Saw Her Standing There»       |                    | 2:55         |
| 3. | «You’ve Really Got a Hold on Me» | Смоки Робинсон     | 3:02         |
| 4. | «Devil in Her Heart»             | Richard P. Drapkin | 2:27         |
| 5. | «Roll Over Beethoven»            | Чак Берри          | 2:45         |
| 6. | «Misery»                         |                    | 1:47         |

| №   | Название                | Автор(ы)                                                                     | Длительность |
| --- | ----------------------- | ---------------------------------------------------------------------------- | ------------ |
| 7.  | «Long Tall Sally»       | Enotris Johnson, Ричард Пеннимен (Литл Ричард), Роберт Блэкуэлл              | 2:03         |
| 8.  | «I Call Your Name»      |                                                                              | 2:09         |
| 9.  | «Please Mister Postman» | Robert Bateman, Georgia Dobbins, William Garrett, Fred Gorman, Brian Holland | 2:36         |
| 10. | «This Boy»              |                                                                              | 2:13         |
| 11. | «I’ll Get You»          |                                                                              | 2:05         |
| 12. | «You Can’t Do That»     |                                                                              | 2:37         |

## Переиздание
Стереоверсия этого альбома была издана в 1978, номер по каталогу ST-6063.